# Rødbirk
Rødbirk (Betula albosinensis), også skrevet Rød-Birk, er et stort, løvfældende træ med en opret vækstform. Rødbirk er et lystræ.

## Beskrivelse
Barken er først orangebrun og lidt afskallende. Senere bliver den mørkegrå med lyse barkporer. Gammel bark er mørkerød og skaller af i papirtynde flager. Knopperne er spredte, brune og spidse. Bladene er ovale med dobbelt savtakket rand. Oversiden er mørkt gulgrøn, mens undersiden er mere bleg. Høstfarven er gullig. Blomsterne er samlet i rakler af forskelligt køn. Frøene er vingede.
Rodnettet er højtliggende og når langt omnkring.
Højde x bredde og årlig tilvækst: 20 × 10 m (40 × 20 cm/år). Disse mål kan fx anvendes, når arten udplantes.

## Hjemsted
Rødbirk findes som pionertræ i bjergskovene i det nordvestlige Sichuan. Den vokser i både blandskovbæltet (2400-2700 m.o.h.) og i tågeskovbæltet (2700-3200 m.o.h.) sammen med bl.a.: Cotonester adpressus, Dipelta ventricosa, himalayabirk, kinesisk blommetaks, perlerøn, Phlomis umbrosa, Picea asperata, sort bambus og mange arter af star-slægten.

## Navngivning
Det har tidligere været mest almindeligt at benævne dette træ "kobberbirk", vel vidende, at man egentlig talte om varianten Betula albosinensis var. septentrionalis. Arten har en brunrød bark, mens varianten har en smuk rød bark. De er altså meget forskelige i barken. Navnene rødbirk og blodbirk blev tidligere brugt om den rødbladede sort af vortebirk, 'Purpurea', som er sjældent plantet i Danmark..